# 小川侃
小川 侃（おがわ ただし、1945年8月11日 - ）は、日本の哲学者。京都大学名誉教授。専門は環境哲学、現象学。

## 経歴
1945年、大阪府生まれ。1964年3月、大阪府立三国丘高等学校卒業、1969年3月、京都大学文学部哲学科を卒業。1974年3月、京都大学大学院文学研究科博士課程中退。
1973年に、京都大学から発刊された「哲学論叢」の第1号に寄稿している。
1974年、京都産業大学講師に就任。1978年からは広島大学総合科学部講師。1979年に助教授、1990年10月に教授昇進。1991年4月、京都大学大学院人間・環境学研究科教授となる。1996年、学位論文『現象のロゴスー構造論的現象学の試み』を京都大学に提出して博士（文学）号を取得。2002年4月からは地球環境学堂の教授も兼ね、人間・環境学研究科との両任教授であった。2008年3月、京都大学を定年まで1年を残して退任し、同大学名誉教授となった。
2008年、人間環境大学の学長に就任。経営危機に瀕した大学の経営再建を期待されたが、運営する学校法人岡崎学園理事長の退任に伴う運営体制刷新のあおりを受け、わずか2年で退任した。その後は同大学特任教授となったものの、1年で退職した。
2011年5月～8月、ドイツ・リューネブルク大学客員教授。2012年4月、甲子園大学学長に就任した。2014年3月、任期満了に伴い学長を退任。2010年からは豊田工業大学の文系アドバイザーをつとめた。アドバイザー退任後の2012年からは同大学で非常勤講師も務めた。ドイツ・ヒルデスハイム大学客員教授をつとめている。
これまでに、ケルン大学フッサール文庫客員研究員、ドイツ連邦共和国アレクサンダー・フォン・フンボルト財団奨学研究員、イタリア哲学研究所客員教授(ナポリ)、カールスルーエ大学教授資格試験審査官を務めた。

## 研究内容・業績
- その理論の特徴はフッサールの統一的な把握（統覚）理論を破壊して現象学の現象概念を「現われの理論」として洗練することにある。現れの理論を構造理論（ロマン・ヤコブソン）と媒介して、フッサール、ハイデッガー、ヘルマン・シュミッツの解釈を基にして氣氛や雰囲氣の理論を構築し、政治の問題に適用しようとしている。
- 哲学史においては現象学の方法で古代ギリシャ哲学、シェリング、ベルクソン、エミール・デュルケームを再解釈している。「気」の理論を中心にしてさらに後期水戸学（藤田幽谷、藤田東湖など）への関心と造詣も深い。「身」と氣の哲学の体系化を目指している。

## 著作

### 単著
- 『現象のロゴス 構造論的現象学の試み』勁草書房 1986
- 『現象学と文化人類学 文化の多元論を越えて』世界書院 1989
- 『現象学と構造主義 対決と調和』世界書院 1990
- 『自由への構造 現象学の視点からのヨーロッパの政治哲学の歴史』理想社 1996
- 『風の現象学と雰囲気』晃洋書房 2000
- Grund und Grenze des Bewusstseins, Koenigshausen und Neumann, 2001
- Machiavelli e La Fenomenologia, Napoli 2003
- 『環境と身の現象学 環境哲学入門』晃洋書房 2004
- Essen und Wissen, Muenchen: Iudicium Verlag 2008
- 『ニッコロ・マキアヴェッリと現象学 ～彼の汚名をすすぐ～』晃洋書房 2015

### 共編
- 『世界・地平・雰囲気 構造存在論と「新しい現象学」の視点からの研究 』多賀出版 1997
- 『新現象学運動』梶谷真司共編　世界書院 1999
- 『生命と環境』津田謹輔共編、京都大学学術出版会 2000
- 『雰囲気と集合心性』京都大学学術出版会 2001
- 『京都学派の遺産－生と死と環境』晃洋書房 2008

### 翻訳
- 『現代哲学の根本問題 第8巻』新田義弘共編 晃洋書房 1978.11
- 『身体と感情の現象学』ヘルマン・シュミッツ 産業図書 1986
- 『現象学の最前線 古代ギリシア哲学・政治・世界と文化』クラウス・ヘルト 晃洋書房 1994
- "Interkulturelle Philosophie und Phaenomenologie in Japan", hrsg. von Tadashi Ogawa, Michael Lazarin und Guido Rappe, Muenchen: Iudicium Verlag 1998.